# فارنهم
فارنهم (بالسويدية:Varnhem)  بلدة سويدية تقع في بلدية سكاره، في مقاطعة فاسترا غوتلاند. بلغ عدد السكان 707 نسمة في عام 2010.

## أعلام
- أنديرس دال